# الخالدية (مكة المكرمة)
حي الخالدية، أحد أحياء مكة المكرمة وهو حي سكني تابع لبلدية المسفلة يحده من الشمال حي الهنداوية ومن الجنوب حي الشوقية ومن الشرق حي جرهم وحي التقوى ومن الغرب حي الرصيفة.

## النطاق الجغرافي
يتبع حي الخالدية بلدية المسفلة التي تمتد من الطريق الدائري الثاني وطريق" أم القرى" شمالاً، إلى طريق الدائري الثالث مروراً بموقف حجز السيارات بكدي جنوباً، ومن طريق الأمير "متعب بن عبد العزيز" شرقاً، إلى الطريق الدلئري الثالث غرباً، وتضم ثمانية أحياء مثل "حي "المسفلة"، وحي "كدي".

## عدد السكان
يبلغ عدد سكان الخالدية 50188 نسمة وهو يمثل نسبة 4% من سكان مدينة مكة المكرمة 

## المساحة
مساحة حي الهنداوية 2.62 كم2 وهو يمثل 0.2% بالنسبة لمساحة مدينة مكة المكرمة 

### المناخ
| البيانات المناخية لـمكة           | البيانات المناخية لـمكة | البيانات المناخية لـمكة | البيانات المناخية لـمكة | البيانات المناخية لـمكة | البيانات المناخية لـمكة | البيانات المناخية لـمكة | البيانات المناخية لـمكة | البيانات المناخية لـمكة | البيانات المناخية لـمكة | البيانات المناخية لـمكة | البيانات المناخية لـمكة | البيانات المناخية لـمكة | البيانات المناخية لـمكة |
| الشهر                             | يناير                   | فبراير                  | مارس                    | أبريل                   | مايو                    | يونيو                   | يوليو                   | أغسطس                   | سبتمبر                  | أكتوبر                  | نوفمبر                  | ديسمبر                  | المعدل السنوي           |
| --------------------------------- | ----------------------- | ----------------------- | ----------------------- | ----------------------- | ----------------------- | ----------------------- | ----------------------- | ----------------------- | ----------------------- | ----------------------- | ----------------------- | ----------------------- | ----------------------- |
| الدرجة القصوى °م (°ف)             | 37.0 (98.6)             | 38.3 (100.9)            | 42.0 (107.6)            | 44.7 (112.5)            | 49.4 (120.9)            | 49.4 (120.9)            | 49.8 (121.6)            | 49.6 (121.3)            | 49.4 (120.9)            | 46.8 (116.2)            | 40.8 (105.4)            | 37.8 (100.0)            | 49.8 (121.6)            |
| متوسط درجة الحرارة الكبرى °م (°ف) | 30.2 (86.4)             | 31.4 (88.5)             | 34.6 (94.3)             | 38.5 (101.3)            | 41.9 (107.4)            | 43.7 (110.7)            | 42.8 (109.0)            | 42.7 (108.9)            | 42.7 (108.9)            | 39.9 (103.8)            | 35.0 (95.0)             | 31.8 (89.2)             | 37.9 (100.3)            |
| المتوسط اليومي °م (°ف)            | 23.9 (75.0)             | 24.5 (76.1)             | 27.2 (81.0)             | 30.8 (87.4)             | 34.3 (93.7)             | 35.7 (96.3)             | 35.8 (96.4)             | 35.6 (96.1)             | 35.0 (95.0)             | 32.1 (89.8)             | 28.3 (82.9)             | 25.5 (77.9)             | 30.7 (87.3)             |
| متوسط درجة الحرارة الصغرى °م (°ف) | 18.6 (65.5)             | 18.9 (66.0)             | 21.0 (69.8)             | 24.3 (75.7)             | 27.5 (81.5)             | 28.3 (82.9)             | 29.0 (84.2)             | 29.3 (84.7)             | 28.8 (83.8)             | 25.8 (78.4)             | 22.9 (73.2)             | 20.2 (68.4)             | 24.6 (76.2)             |
| أدنى درجة حرارة °م (°ف)           | 11.0 (51.8)             | 10.0 (50.0)             | 13.0 (55.4)             | 15.6 (60.1)             | 20.3 (68.5)             | 22.0 (71.6)             | 23.4 (74.1)             | 23.4 (74.1)             | 22.0 (71.6)             | 18.0 (64.4)             | 16.4 (61.5)             | 12.4 (54.3)             | 10.0 (50.0)             |
| معدل هطول الأمطار مم (إنش)        | 20.6 (0.81)             | 1.4 (0.06)              | 6.2 (0.24)              | 11.6 (0.46)             | 0.6 (0.02)              | 0.0 (0.0)               | 1.5 (0.06)              | 5.6 (0.22)              | 5.3 (0.21)              | 14.2 (0.56)             | 21.7 (0.85)             | 21.4 (0.84)             | 110.1 (4.33)            |
| متوسط أيام هطول الأمطار           | 4.1                     | 0.9                     | 2.0                     | 1.9                     | 0.7                     | 0.0                     | 0.2                     | 1.6                     | 2.3                     | 1.9                     | 3.9                     | 3.6                     | 23.1                    |
| متوسط الرطوبة النسبية (%)         | 58                      | 54                      | 48                      | 43                      | 36                      | 33                      | 34                      | 39                      | 45                      | 50                      | 58                      | 59                      | 46                      |
| المصدر:                           |                         |                         |                         |                         |                         |                         |                         |                         |                         |                         |                         |                         |                         |

## الخدمات الترويحية للسكان في الحي

### الحدائق العامة
توجد في الخالدية خمسة حدائق عامة تخدم أهالي الحي والأحياء المجاورة

## انظر ايضاً
- مكة المكرمة

## وصلات خارجية
- أحياء مكة القديمة
- العاصمة المقدسة.